# 2896 Preiss
2896 Preiss је астероид главног астероидног појаса са средњом удаљеношћу од Сунца која износи 2,220 астрономских јединица (АЈ).
Апсолутна магнитуда астероида је 12,7.